# (1906) Naef
(1906) Naef es un asteroide que forma parte del cinturón de asteroides y fue descubierto el 5 de septiembre de 1972 por Paul Wild desde el observatorio de Berna-Zimmerwald, Suiza.

## Designación y nombre
Naef recibió al principio la designación de 1972 RC.
Posteriormente se nombró en honor del astrónomo aficionado ruso Robert A. Naef (1907-1975).

## Características orbitales
Naef está situado a una distancia media de 2,373 ua del Sol, pudiendo alejarse hasta 2,694 ua y acercarse hasta 2,052 ua. Tiene una excentricidad de 0,1354 y una inclinación orbital de 6,476°. Emplea en completar una órbita alrededor del Sol 1335 días.